# Glyptopetalum feddei
Glyptopetalum feddei är en benvedsväxtart som först beskrevs av Léveillé, och fick sitt nu gällande namn av D. Hou. Glyptopetalum feddei ingår i släktet Glyptopetalum och familjen Celastraceae. Inga underarter finns listade.